# 로스안데스현
로스안데스현(스페인어: Provincia de Los Andes)은 칠레 발파라이소 주를 구성하는 8개의 현 가운데 하나로 현도는 로스안데스이며 면적은 3,054.1km2, 인구는 102,819명(2012년 기준), 인구 밀도는 34명/km2이다.